# Benedetta Carlini
Benedetta Carlini (Vellano, 1591 - Pescia, 1661) was een Italiaanse non en mystica.

## Biografie
Benedetta Carlini werd geboren in een gezin uit de middenklasse in het dorpje Vellano. Ze verkreeg een plek in een nonnenklooster in Pescia en in 1613 rapporteerde ze aan haar moeder-overste dat ze last had van visioenen. Om deze visioenen achter zich te laten toonde ze haar berouw en nederigheid om aanklachten van ijdelheid te voorkomen. In deze periode probeerde de Rooms-Katholieke Kerk het mysticisme uit te bannen in de gelederen van de Kerk. Er werd vervolgens een andere non aangesteld, Bartolomea Crivelli, om Carlini te helpen om haar demonen te bestrijden.
Carlini werd uiteindelijk verkozen tot abdis van haar klooster. Ze bleef wel last houden van visioenen en in een van deze visioenen vroeg Jezus Christus om met haar te trouwen. Haar huwelijk met Christus werd groots gevierd in Pescia. Uiteindelijk stelde de pauselijke nuntius in Florence een onderzoek in naar het gedrag van Carlini. In het onderzoek werd haar "onfatsoenlijke en wellustige taal" en "het grote vertoon van ijdelheid" bekritiseerd. Uit het onderzoek kwam ook naar voren dat Carlini twee jaar lang een seksuele affaire had gehad met Bartolomea Crivelli. Volgens het dagboek van een non overleed Carlini in 1661 na 35 jaar in gevangenschap te hebben gezeten. Ook na haar dood werd Carlini door de leken aanbeden.